# Fernando Lucas Martins
Fernando Lucas Martins (Erechim, 3 de março de 1992) é um futebolista brasileiro que atua como volante. Atualmente joga no Al-Jazira, dos Emirados Árabes.
O jogador ficou famoso no Brasil após o "Caso Robson", quando pediu para seu motorista levar um remédio para seu sogro, na Rússia, onde Fernando atuava. Porém, o remédio era proibido pela lei russa, e o motorista foi preso por tráfico internacional de drogas. Em suas redes sociais, Fernando afirmou ter arcado com todos os gastos da defesa de Robson, que tornou-se assunto diplomático entre os governos do Brasil e da Rússia.
É conhecido por ser um "especialista defensivo", um volante "que rouba muitas bolas", que possui "uma grande saída de bola" e cuja "colocação é seu ponto forte". Em estudo publicado pela Pluri Consultoria em maio de 2013, Fernando foi avaliado como o 10º jogador mais valioso do Brasileirão 2013.

## Carreira

### Categorias de base
Fernando começou jogando nas categorias de base do Juventude, junto com o meia Zezinho. Paulo Pelaipe foi até Caxias para trazer ao Olímpico Zezinho, mas, ao observar os treinos do Ju, viu o volante se destacando e resolveu levar o garoto a Porto Alegre. Oriundo das categorias de base do Grêmio, o jovem Fernando subiu para o elenco principal após ser Campeão Brasileiro Sub-20 de 2009 pelo tricolor gaúcho. Ele foi apontado como um dos principais jogadores da conquista que sagrou o Grêmio bicampeão da categoria. Desde cedo era notório seu desenvolvimento nas competições de base do clube gremista, destacando-se pela marcação forte, chute potente e preciso, além da boa saída de jogo. É especialista em cobranças de falta.

### Grêmio

#### 2009
No dia 28 de junho de 2009 fez sua estreia nos profissionais do Grêmio pelo Campeonato Brasileiro, entrando no segundo tempo no lugar de Hélder. A partida foi contra o Sport e terminou 3 a 1 para a equipe rubro-negra na Ilha do Retiro, em Recife, sendo os gols marcados pelos meias Fabiano e Fumagalli e pelo lateral Élder Granja para o time pernambucano, e do atacante Jonas para o time gaúcho. Foi o único jogo do volante, que tinha apenas 17 anos em 2009.

#### 2010
Em 2010, com a contratação do novo treinador, Silas, Fernando recebeu mais oportunidades, marcou seu primeiro gol como profissional na vitória por 3 a 1 contra o Esporte Clube Internacional de Santa Maria, válido pela 3º rodada do segundo turno do Campeonato Gaúcho de 2010, competição que o Grêmio sagrou-se campeão. Fernando atuou em seis partidas. Jogou uma partida na Copa do Brasil, vitória por 3 a 0 contra o Votoraty. Já no Campeonato Brasileiro, Fernando atuou em 11 partidas, nas rodadas 2, 4, 5, 7 e 11 com o técnico Silas, e nas rodadas 14, 15, 16, 24, 25, 27 com o treinador Renato Gaúcho. Em apenas duas foi titular, nas vitórias contra Atlético Mineiro e Vitória, ambas fora de casa.

#### 2011
A temporada de 2011 começou de forma diferente para o jovem volante; de 16 de janeiro a 12 de fevereiro, Fernando participou da conquista do Campeonato Sul-Americano Sub-20, sendo titular e destaque na campanha. Na volta para Porto Alegre, acabou ficando na reserva dos experientes Fábio Rochemback e Adílson, mas mesmo sendo reserva participou de quatro jogos da Libertadores. No Campeonato Brasileiro, sob comando do treinador Renato Gaúcho, Fernando recebeu poucas oportunidades. Participou de cinco jogos no primeiro turno, nas rodadas 2, 3, 4, 6 e 11 e 19. Com a demissão de Renato, o Grêmio apostou no inexperiente Julinho Camargo, porém o novo treinador ficou apenas um mês no comando e deu lugar ao veterano Celso Roth. Fernando, que havia voltado da conquista do Mundial Sub-20, mais uma vez como destaque, recebeu a chance para ser titular no clássico Grenal, válido pela 19º rodada do Campeonato Brasileiro. O Grêmio venceu o jogo por 2 a 1 e Fernando firmou-se como titular no lugar de Adílson. No segundo turno do Brasileirão, Fernando esteve presente na rodadas: 20, 21, 22, 23, 24, 25, 27, 28, 29, 30, 31, 32, 34, 35, 36 e 38. Na 34º rodada marcou seu primeiro gol na competição, um belo chute de fora da área no fim do jogo contra o Palmeiras, garantindo o empate por 2 a 2.

#### 2012
Neste ano, Fernando destacou-se como um volante de muita marcação e de muita confiança do técnico Vanderlei Luxemburgo. Fez dupla de volantes com Souza, sendo apontado como um dos principais jogadores da equipe gaúcha, que terminou o Brasileirão 2012 na terceira colocação, garantindo a participação na Libertadores 2013. Esta foi a segunda oportunidade de Fernando jogar a principal competição Sul-Americana, sendo a primeira em 2011. O volante terminou o ano marcando seis gols, sendo dois em cobranças de falta.

#### 2013
Com grandes atuações pelo Grêmio e frequentes convocações para a Seleção Brasileira, grandes clubes europeus demonstraram no jovem volante, dentre eles o Real Madrid. No dia 14 de maio esteve na lista de convocados para a Copa das Confederações.

### Shakhtar Donetsk
Durante a preparação da Seleção Brasileira para a Copa das Confederações, Fernando publicou uma foto em seu Instagram revelando o acerto com o Shakhtar Donetsk. Vendido por 10 milhões de euros (31,5 milhões de reais), assinou contratou de cinco anos com a equipe ucraniana.

### Sampdoria
No dia 2 de julho de 2015, acertou com a Sampdoria.

### Spartak Moscou
Após uma temporada no clube italiano, no dia 18 de julho de 2016 foi contratado pelo Spartak Moscou, da Rússia, por 12 milhões de euros. No dia 4 de maio de 2019, marcou o gol que garantiu a vitória do Spartak sobre o Ural, por 1 a 0, pela Premier League Russa.
Foi atuando nesse clube onde o jogador deu um golpe em um funcionário, deixando-o pagar por um crime do sogro, segundo reportagem do programa Esporte Espetacular, da Rede Globo. No dia 30 de julho de 2019, Fernando foi contratado pelo Beijing Guoan, da China. Ele deixou, assim, o funcionário preso e sem apoio jurídico para enfrentar a justiça russa. Esse supramencionado funcionário pode pegar mais de 20 anos de cadeia.

## Seleção Nacional

### Sub-20
Foi convocado por Ney Franco para a Seleção Brasileira Sub-20 que disputou o Campeonato Sul-Americano de 2011 no Peru, que garantia vaga para duas Seleções nas Olimpíadas de Londres em 2012. O Brasil foi campeão do torneio, sendo Fernando titular no hexagonal final da competição. A outra Seleção agraciada com a vaga foi o Uruguai, que perdeu a final para o Brasil por 6 a 0. Fernando não marcou nenhum gol no campeonato, mas recebeu diversos elogios da mídia especializada e até do próprio Ney Franco, que após a partida contra a Seleção Equatoriana se rendeu ao bom futebol do volante:
| “ | O Fernando deu uma aula de futebol na partida. Seu sentido de colocação e a proteção à defesa foram fantásticos. | ” |

### Principal
Com boa fase no Grêmio, a convocação de Fernando para a Seleção Brasileira foi natural, tendo sido convocado por Mano Menezes para o Superclássico das Américas de 2012 contra a Argentina. Acabou ficando no banco na partida de ida, e para a partida de volta em Buenos Aires, Mano Menezes não convocou jogadores de Grêmio e São Paulo, que na época eram as únicas equipes brasileiras na Copa Sul-Americana. Menos de um mês depois, foi convocado para os amistosos contra o Iraque e o Japão, e foi contra a Seleção Iraquiana que fez sua estreia, entrando no lugar de Paulinho. Na partida contra o Japão acabou não entrando. Com a troca de comando na Seleção Brasileira, Fernando voltou a ser convocado para os dois jogos mais importantes antes da convocação para a Copa das Confederações de 2013, contra Itália e Rússia. Atuou os 90 minutos nas duas partidas e recebeu elogios não apenas do técnico Luiz Felipe Scolari, mas também da mídia, inclusive estrangeira.

## Caso Robson
No dia 1 de setembro de 2019, o programa Esporte Espetacular, da TV Globo, exibiu uma reportagem sobre um problema particular envolvendo o jogador Fernando, sua esposa Raphaela, seus sogros e um casal de funcionários que foram contratados no início de 2019 para trabalhar para a família de Fernando na Rússia, onde o jogador morava e jogava até então. Acontece que na chegada do casal de funcionários à capital russa, eles foram parados pela polícia ao desembarcar e foram revistados juntamente com suas malas; dentro delas encontraram remédios solicitados pelo sogro de Fernando, porém os remédios foram apreendidos por serem proibidos de serem comercializados no país. No relato do inquérito, a polícia atribuiu os remédios como sendo de Robson Oliveira. Passaram-se alguns meses e a justiça russa decretou a prisão de Robson Oliveira por tráfico de drogas, em virtude de não só transportar um remédio proibido no país, mas também em grande quantidade. Fernando e Raphaela participaram como testemunhas do caso segundo relatos, porém não mencionaram que os remédios seriam para o pai de Raphaela. Os sogros de Fernando viajaram de volta para o Brasil uma semana depois que Robson foi preso.
Em um post nas suas redes sociais, Fernando afirmou não saber da proibição dos medicamentos na Rússia e que, desde o começo das investigações, arcou com os gastos da defesa de Robson. Depois de dois anos preso na Rússia, Robson voltou ao Brasil, o que segundo o jogador foi tratado como uma questão diplomática pelo presidente Jair Bolsonaro e pelo ministro Onyx Lorenzoni. De acordo com Fernando, os jornalistas que noticiaram sua omissão em relação à prisão do funcionário agiram unicamente em nome de interesses financeiros e para a desinformação.

## Estatísticas
Atualizadas até 23 de setembro de 2013

### Clubes
| Clube             | Temporada         | Campeonato nacional | Campeonato nacional | Copa nacional | Copa nacional | Competições continentais¹ | Competições continentais¹ | Campeonato estadual² | Campeonato estadual² | Total[i] | Total[i] |
| Clube             | Temporada         | Jogos               | Gols                | Jogos         | Gols          | Jogos                     | Gols                      | Jogos                | Gols                 | Jogos    | Gols     |
| ----------------- | ----------------- | ------------------- | ------------------- | ------------- | ------------- | ------------------------- | ------------------------- | -------------------- | -------------------- | -------- | -------- |
| Grêmio            | 2009              | 1                   | 0                   | —             | —             | —                         | —                         | —                    | —                    | 1        | 0        |
| Grêmio            | 2010              | 13                  | 0                   | 2             | 0             | —                         | —                         | 6                    | 1                    | 21       | 1        |
| Grêmio            | 2011              | 22                  | 1                   | —             | —             | 4                         | 0                         | 7                    | 0                    | 33       | 1        |
| Grêmio            | 2012              | 29                  | 1                   | 10            | 2             | 6                         | 0                         | 19                   | 4                    | 64       | 7        |
| Grêmio            | 2013              | 1                   | 0                   | 1             | 0             | 9                         | 1                         | 8                    | 1                    | 19       | 2        |
| Grêmio            | Total             | 66                  | 2                   | 13            | 2             | 19                        | 1                         | 40                   | 6                    | 138      | 11       |
| Shakhtar Donetsk  |                   |                     |                     |               |               |                           |                           |                      |                      |          |          |
| 2013–14           | 9                 | 2                   | 1                   | 1             | 4             | 0                         | —                         | —                    | 15                   | 2        |          |
| Total             | 9                 | 2                   | 1                   | 1             | 4             | 0                         | —                         | —                    | 15                   | 2        |          |
| Total na carreira | Total na carreira | 75                  | 3                   | 15            | 3             | 23                        | 1                         | 40                   | 6                    | 153      | 13       |

- i. ^ Não estão incluídos jogos e gols em amistosos e/ou jogos treino. Foram analisadas todas as súmulas de jogos oficiais do Grêmio, desde a estreia de Fernando no time profissional em 28 de junho de 2009.

### Seleção Brasileira
| Ano   |       |      |
| Ano   | Jogos | Gols |
| ----- | ----- | ---- |
| 2012  | 1     | 0    |
| 2013  | 7     | 0    |
| Total | 8     | 0    |

| Nº | Data                  | Competição             | Local                |        | Placar | Adversário | Gols |
| -- | --------------------- | ---------------------- | -------------------- | ------ | ------ | ---------- | ---- |
| 1  | 11 de outubro de 2012 | Amistoso               | Malmö (SUE)          | Brasil | 6 — 0  | Iraque     | —    |
| 2  | 21 de março de 2013   | Amistoso               | Genebra (SUI)        | Brasil | 2 — 2  | Itália     | —    |
| 3  | 25 de março de 2013   | Amistoso               | Londres (ING)        | Brasil | 1 — 1  | Rússia     | —    |
| 4  | 24 de abril de 2013   | Amistoso               | Belo Horizonte (BRA) | Brasil | 2 — 2  | Chile      | —    |
| 5  | 2 de junho de 2013    | Amistoso               | Rio de Janeiro (BRA) | Brasil | 2 — 2  | Inglaterra | —    |
| 6  | 9 de junho de 2013    | Amistoso               | Porto Alegre (BRA)   | Brasil | 3 — 0  | França     | —    |
| 7  | 22 de junho de 2013   | Copa das Confederações | Salvador (BRA)       | Brasil | 4 — 2  | Itália     | —    |
| 8  | 14 de agosto de 2013  | Amistoso               | Basileia (SUI)       | Brasil | 0 — 1  | Suíça      | —    |

### Gols pelo Grêmio
Expanda a caixa de informações para conferir todos os gols do jogador pelo Grêmio
|     | Data                   | Cidade         | Adversário               | Gol | Resultado | Estádio              | Competição                   |
| --- | ---------------------- | -------------- | ------------------------ | --- | --------- | -------------------- | ---------------------------- |
| 1º  | 14 de março de 2010    | Porto Alegre   | Inter de Santa Maria     | 3-0 | 3-0       | Olímpico             | Campeonato Gaúcho            |
| 2º  | 13 de novembro de 2011 | Porto Alegre   | Palmeiras                | 2-2 | 2-2       | Olímpico             | Campeonato Brasileiro        |
| 3º  | 11 de março de 2012    | Porto Alegre   | Novo Hamburgo            | 4-0 | 5-0       | Olímpico             | Campeonato Gaúcho            |
| 4º  | 18 de março de 2012    | Veranópolis    | Veranópolis              | 3-0 | 4-1       | Antônio David Farina | Campeonato Gaúcho            |
| 5º  | 25 de março de 2012    | Porto Alegre   | Cruzeiro                 | 1-0 | 2-1       | Estrelão             | Campeonato Gaúcho            |
| 6º  | 15 de abril de 2012    | Porto Alegre   | Ypiranga                 | 3-0 | 4-0       | Olímpico             | Campeonato Gaúcho            |
| 7º  | 17 de maio de 2012     | Salvador       | Bahia                    | 1-1 | 2-1       | Pituaçu              | Copa do Brasil               |
| 8º  | 20 de maio de 2012     | Rio de Janeiro | Vasco da Gama            | 1-1 | 1-2       | São Januário         | Campeonato Brasileiro        |
| 9º  | 21 de junho de 2012    | São Paulo      | Palmeiras                | 1-0 | 1-1       | Arena Barueri        | Copa do Brasil               |
| 10º | 4 de fevereiro de 2013 | Erechim        | Sport Club Internacional | 1-2 | 1-2       | Colosso da Lagoa     | Campeonato Gaúcho            |
| 11º | 1º de Maio de 2013     | Porto Alegre   | Independiente Santa Fe   | 2-1 | 2-1       | Arena do Grêmio      | Copa Libertadores da América |

### Gols pelo Shakhtar Donetsk
Expanda a caixa de informações para conferir todos os gols do jogador pelo Shakhtar Donetsk
|    | Data                   | Cidade   | Adversário | Gol | Resultado | Estádio         | Competição           |
| -- | ---------------------- | -------- | ---------- | --- | --------- | --------------- | -------------------- |
| 1º | 29 de outubro de 2013  | Mykolaiv | Mykolaiv   | 1-0 | 3-0       | Estádio Central | Copa da Ucrânia      |
| 2º | 21 de setembro de 2013 | Donetsk  | Vorskla    | 3-2 | 3-0       | Donbass Arena   | Campeonato Ucraniano |

## Títulos
Grêmio
- Campeonato Gaúcho: 2010
- Taça Fronteira da Paz: 2010

Shakhtar Donetsk
- Campeonato Ucraniano: 2013–14
- Supercopa da Ucrânia: 2014

Spartak Moscou
- Premier League Russa: 2016–17
- Supercopa da Rússia: 2017

Seleção Brasileira
- Campeonato Sul-Americano Sub-15: 2007
- Campeonato Sul-Americano Sub-17: 2009
- Campeonato Sul-Americano Sub-20: 2011
- Copa do Mundo FIFA Sub-20: 2011
- Superclássico das Américas: 2012
- Copa das Confederações FIFA: 2013

### Prêmios individuais
- Seleção do Campeonato Gaúcho: 2012[21] e 2013[22]